# Dorcadion lineatopunctatum
Dorcadion lineatopunctatum là một loài bọ cánh cứng trong họ Cerambycidae.